# Ріо-Гранде (притока Маморе)
Ріо-Гранде, Ґуапай (ісп. Río Grande, Río Guapay) — річка у центральній Болівії, права притока Маморе. Належить до водного басейну річки Амазонки.

## Географія

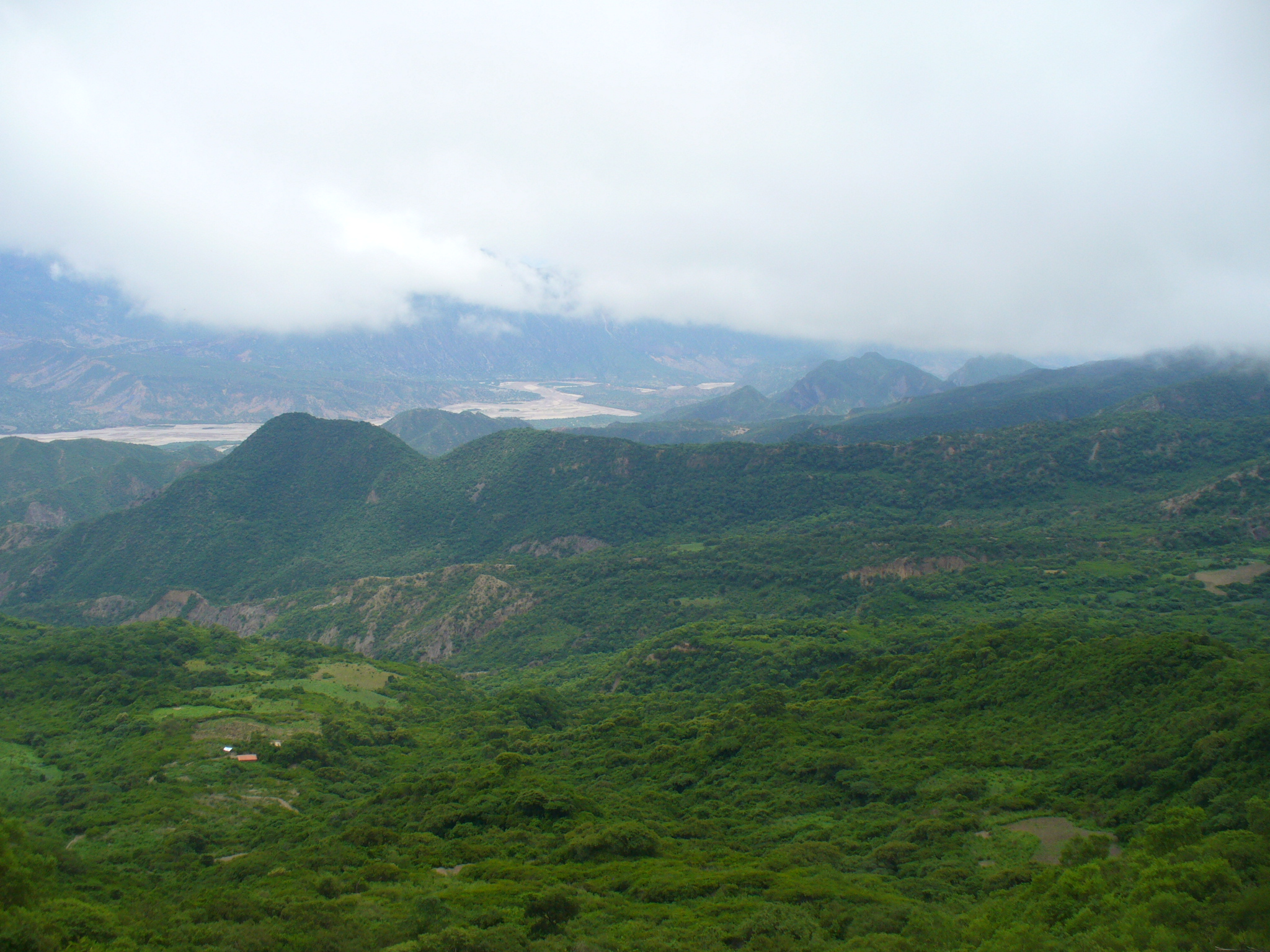
Ріо-Гранде поблизу містечка Пабло-дель-Пікассо

Річка починає свій витік на півдні Болівії, високо в Андах, на південному схилі гори Кочабамба, на висоті 3 693 м, в департаменті Кочабамба, приблизно за 30 км на схід від міста Кочабамба і відома під назвою Ріо-Роча (17°26′11″ пд. ш. 65°52′22″ зх. д. / 17.43639° пд. ш. 65.87278° зх. д.). Річка тече територією департаментів: Кочабамба, Чукісака, Санта-Крус та Бені. Після витоку вона перетинає долину басейну Кочабамба в західному напрямку. Після 65 км річка повертає на південь, а потім на південний схід, а ще через 50 км, на висоті 2 350 м, приймає води річки Ріо-Аркуе (17°42′10″ пд. ш. 66°14′45″ зх. д. / 17.70278° пд. ш. 66.24583° зх. д.) і вже має назву Ріо-Кейн. Ще через 162 км, на висоті 1 655 м, зливається із річкою Ріо-Сан-Педро і приймає свою звичну назву — Ріо-Гранде (18°25′4″ пд. ш. 65°20′44″ зх. д. / 18.41778° пд. ш. 65.34556° зх. д.), продовжує текти в південно-східному напрямку, потім плавною дугою з діаметром 250–300 км завертає на схід, північний схід, північ та нарешті на північний захід і впадає у річку Маморе.
Річка Ріо-Гранде має довжину 1 438 км, а разом із річками Ріо-Кейн (162 км) та Ріо-Роча (115 км) — 1 715 км. Площа басейну становить 101,902 тис. км². Живлення переважно дощове. Не зважаючи на велику довжину та площу водозбору, річка Ріо-Гранде має відносно невелику середньорічну витрату води, яка становить 800 м³/с (у гирлі), це зумовлено тим, що вона лежить у найпосушливішому районі басейну Амазонки.

## Притоки
Річка Ріо-Гранде на своєму шляху приймає воду великої кількості приток, найбільші із них (від витоку до гирла):
- Ріо-Кейн (162 км) → Ріо-Роча (115 км) — ліві складові;
- Ріо-Сан-Педро (92 км) — права складова;
- Ріо-Мізкуе (291 км) — ліва
- Ріо-Нанкагуазу (155 км) — права;
- Ріо-Пірай (457 км, 15 249 км²) — ліва;
- Ріо-Япакані (335 км, 8 660 км²) — ліва;

## Населенні пункти
Найбільші населенні пункти, які розташовані на річці (від витоку до гирла): Катачілла Байя, Сакаба, Кочабамба, Колкапіргуа, Вінто, Вілла Монтенеґро, Сіпе Сіпе, Паротані, Капінота, Ейкуіле, Абапо, Пуерто-Пайлес.